# Cmentarz ewangelicki w Karwinie
Cmentarz ewangelicki w Karwinie – nieczynny cmentarz ewangelicki w Karwinie, w dzielnicy Kopalnie (Doły), na Zaolziu w kraju morawsko-śląskim w Czechach.

## Historia
Cmentarz ewangelicki w Karwinie został założony  przez ewangelicką gminę cmentarną na potrzeby pochówków wiernych z Karwiny i Solcy w 1903 roku na ziemi podarowanej przez Józefa Krainę, kuratora orłowskiego zboru, oraz jego żonę Ewę. W podziękowaniu zapewniono Krainie bezpłatny pochówek na dowolnie wybranym wcześniej przez niego miejscu na cmentarzu.
Na cmentarzu nie wybudowano obszernej kaplicy, ponieważ zborownicy planowali postawienie kościoła. Zdecydowano się na niewielkich rozmiarów marownię z wieżą. Kaplica została wybudowana w 1906 r. i poświęcona przez księdza seniora Andrzeja Krzywonia, księdza Andrzeja Źlika oraz księdza proboszcza Jerzego Rusnoka. W jej wieży zamontowano dzwony wyprodukowane przez przedsiębiorstwo Schwalbe z Bielska.
Cmentarz rozszerzono w 1924 roku, osiągnął wtedy ponad 6000 m² powierzchni.
Na skutek szkód górniczych cmentarz i kaplicę opuszczono. Urzędowego zamknięcia nekropolii dokonano w latach 60. XX wieku. Apelowano o przenoszenie grobów na pozostałe cmentarze, jednak część opiekunów grobów nie zdecydowała się na przenosiny mogił.
Drewniana wieża kaplicy zawaliła się na przełomie lat 2014–2015 do jej wnętrza.
Właścicielem cmentarza pozostaje Zbór Śląskiego Kościoła Ewangelickiego Augsburskiego Wyznania w Karwinie.